# Cerro Baltasar
Cerro Baltasar – wzgórze o wysokości 329 m n.p.m. w paśmie Cuchilla Grande w południowym Urugwaju, w departamencie Maldonado. Jest wzgórzem kamiennym o charakterystycznym, zaokrąglonym ze wszystkich stron kształcie.